# Bruno Beater
Bruno Beater (Berlin, 1914. február 5. – Berlin, 1982. április 9.) német politikus és katona. A második világháborúban előbb a német oldalon harcolt, majd a Szovjetunióba emigrálva a szövetségesek oldalán harcolt tovább. A háború után a Német Demokratikus Köztársaságban a Stasi első miniszterhelyetteseként szolgált Walter Ulbricht és Erich Honecker mögött.